# Sveriges Kommunistiska Arbetarförbund
Sveriges Kommunistiska Arbetarförbund bildades 1956 av den tidigare vänsteroppositionen inom Sveriges Kommunistiska Parti, med Set Persson som centralfigur. Förbundet ansåg att SKP vikit av från den marxist-lenininstiska linjen, till förmån för opportunistisk och reformistisk politik. Förbundet utgav tidningen Revolt, där SKA:s inställning till utvecklingen inom den internationella kommunistiska rörelsen, SUKP och SKP, presenterades. SKA kritiserade hårt den av Nikita Chrusjtjov anförda riktningen i Sovjetunionen, som man såg som reformistisk och revisionistisk. Man kritiserade också vad man uppfattade som brist på mänskliga rättigheter i Sovjetunionen och de så kallade folkdemokratierna och yrkade på ett avskaffande av dödsstraffet i världens socialistiska länder.
När SKP och det sovjetiska ledarskapet började ta avstånd från Josef Stalin och dennes politik, fortsatte SKA försvara densamme. Man ansåg att det enbart var Josef Stalins och marxism-leninismens väg som kunde leda till kapitalismens och krigens avskaffande. Förbundet sände, i november 1961, ett telegram till Nikita Chrusjtjov med anledning av att denne (nattetid) låtit flytta Stalins kvarlevor från sitt mausoleum, där man bland annat skriver: "I namn av tusende och åter tusende svenska marxist-leninister uttalar vi härmed vår avsky och protest mot den skändning av Stalins stoft och idéer som verkställts på Eder befallning."
Vid kommunalvalet 1958 ställde SKA upp i Köping, där man fick två mandat, Bollnäs, där man fick ett mandat samt Södermalm och Gamla stan i Stockholm där man fick 1 387 röster eller 1,9%.
Gunnar Gustavsson och John Eriksson representerade förbundet i Köpings fullmäktige och verkstadsarbetaren Karl Roberg i Bollnäs.
Efter att Set Persson avlidit 1960 förde SKA en tynande tillvaro, för att upphöra helt 1967.